# Sint-Amatus (bier)
Sint-Amatus is een Belgisch bier van hoge gisting.
Het bier wordt gebrouwen door De Struise Brouwers, Oostvleteren. Het is een roodbruin bier met een alcoholpercentage van 10,5%. Sint-Amatus is de patroonheilige van Oostvleteren.